# Mastif hiszpański

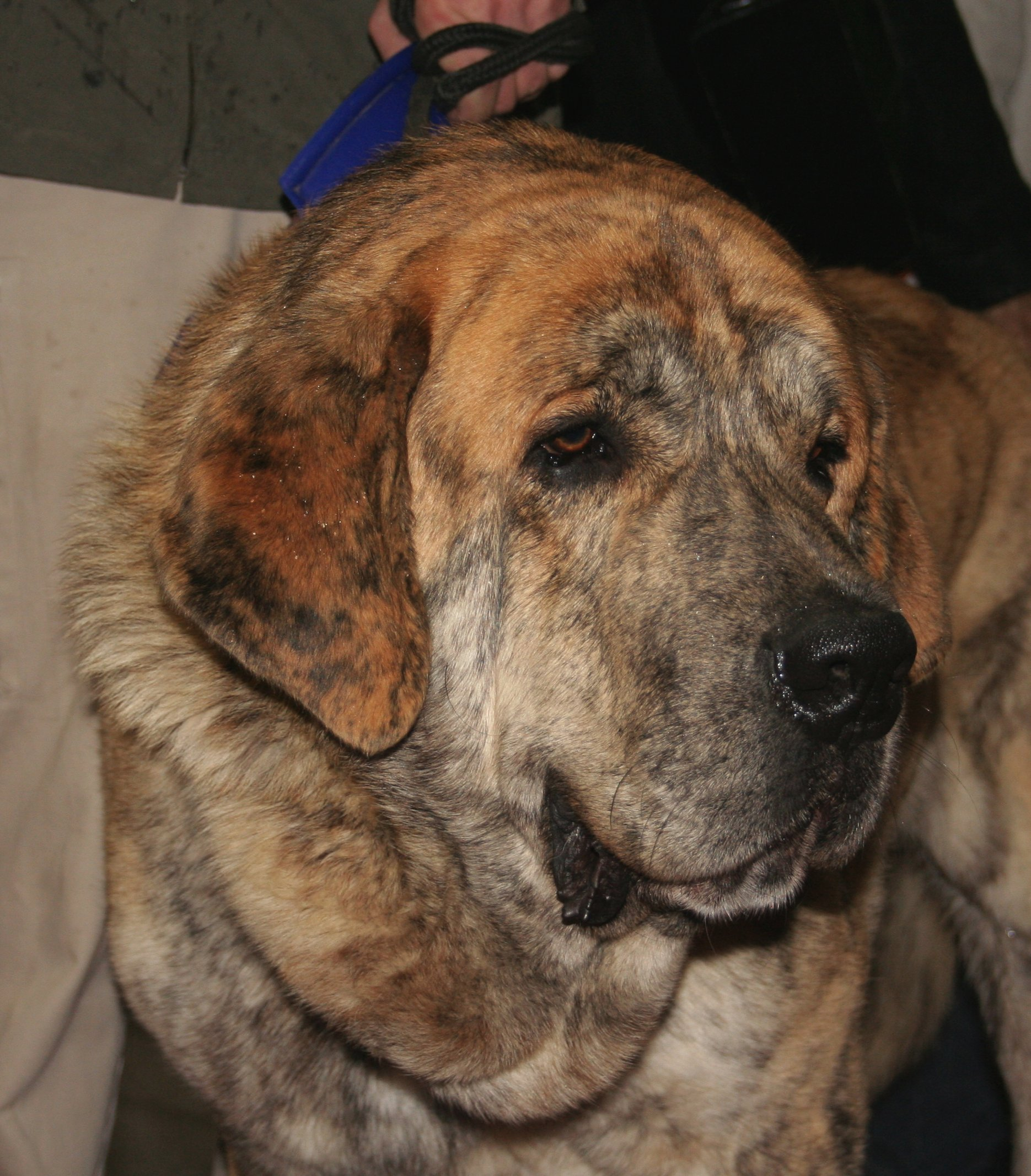
Głowa mastifa hiszpańskiego o pręgowanym umaszczeniu

Mastif hiszpański (oryginalna nazwa mastín español) – rasa psa zaliczana do grupy molosów w typie górskim, wyhodowana w Hiszpanii do strzeżenia zwierząt gospodarskich i domu. Uznawany jest za jednego z największych i najbardziej śliniących się psów na świecie.

## Rys historyczny
Pochodzenie tych psów nie jest znane. Prawdopodobnie rasa wywodzi się od psów przywiezionych do Hiszpanii przez Fenicjan i Greków ok. 2000 lat temu. Pierwsze pisemne wzmianki o „mastifie iberyjskim” pochodzą z I wieku naszej ery. Autorzy wspominający tego psa to: Pliniusz (Historia Naturalis), Apulejusz oraz Wergiliusz.
Wychwalano ich zdolności obronne majątku oraz stad zwierząt hodowlanych. W pierwszej połowie XVII wieku wydano książkę o tematyce myśliwskiej, gdzie wspomina się mastify, jako ciężkie psy gończe.
W starych pieśniach pasterzy z Estremadury w Hiszpanii można spotkać przewijające się motywy o niełatwym życiu mastifów wśród ubogich owczarzy.

## Klasyfikacja FCI
W klasyfikacji FCI rasa ta została zaliczona do grupy II – Pinczery, sznaucery, molosy i szwajcarskie psy do bydła, sekcja 2.2 – Molosy typu górskiego. Nie podlega próbom pracy.

## Użytkowość
Ze względu na swoje predyspozycje fizyczne i psychiczne mastif hiszpański jest użytkowany do zadań takich jak i w przeszłości, czyli do ochrony ziemi i stad. Jeżeli zostanie odpowiednio wcześniej przygotowany sprawdza się jako pies myśliwski na grubą zwierzynę. Współcześnie docenia się także go jako psa w służbie wojskowej.

## Wygląd

### Szata i umaszczenie
Czarne, czerwone rudawe, płowe z nalotem w różnych odcieniach, a także pręgowane, czarne lub rudawe z białymi znaczeniami.

## Utrzymanie
Pod względem utrzymania i wyżywienia jest wymagający. Potrzebuje dużego wybiegu i sporej, dziennej dawki odpowiedniej strawy.